# 巴頓山莊
巴頓山莊（英語：Barton Villa）, 位於美國加利福尼亞州雷德蘭兹11245 Nevada St。是一座被列入國家史蹟名錄的具有歷史意義的第二帝國建築風格住宅。最初為一座建於1866-67年的本土風格房屋。後來于1871-72年被整修為希臘復興式建築，1893年再次被整修為第二帝國式建築。它是雷德蘭兹第一座火磚房（聖貝納迪諾縣的第二座），亦是雷德蘭兹最古老的倖存房屋。當其被列入國家史蹟名錄（NRHP）時，為雷德蘭兹僅存的第二帝國建築風格建築。
它又被稱之爲巴頓之屋（英語：Barton House）及巴頓大牧場（英語：Barton Ranch）。包括兩座貢獻建築于1996年被列入國家史蹟名錄。亦被認爲與早期移民者（“非拉美裔美國白人”）兼大農場主本·巴頓博士有重要聯係。